# Betriebskrankenkasse Groz-Beckert
Die Betriebskrankenkasse Groz-Beckert ist ein Träger der gesetzlichen Krankenversicherung aus der Gruppe der betriebsbezogenen Betriebskrankenkassen.
Ihren Ursprung hat die Krankenkasse in der Groz-Beckert KG.

## Weblink
- Offizielle Website